# Cantone di Gif-sur-Yvette
Il Cantone di Gif-sur-Yvette è una divisione amministrativa dell'arrondissement di Palaiseau.
A seguito della riforma approvata con decreto del 24 febbraio 2014, che ha avuto attuazione dopo le elezioni dipartimentali del 2015, è passato da 1 a 12 comuni.

## Composizione
Prima della riforma del 2014 comprendeva il solo comune di Gif-sur-Yvette.
Dal 2015 i comuni appartenenti al cantone sono i seguenti 12:
- Bièvres
- Boullay-les-Troux
- Bures-sur-Yvette
- Gif-sur-Yvette
- Gometz-la-Ville
- Les Molières
- Pecqueuse
- Saclay
- Saint-Aubin
- Vauhallan
- Verrières-le-Buisson
- Villiers-le-Bâcle